# Jagst

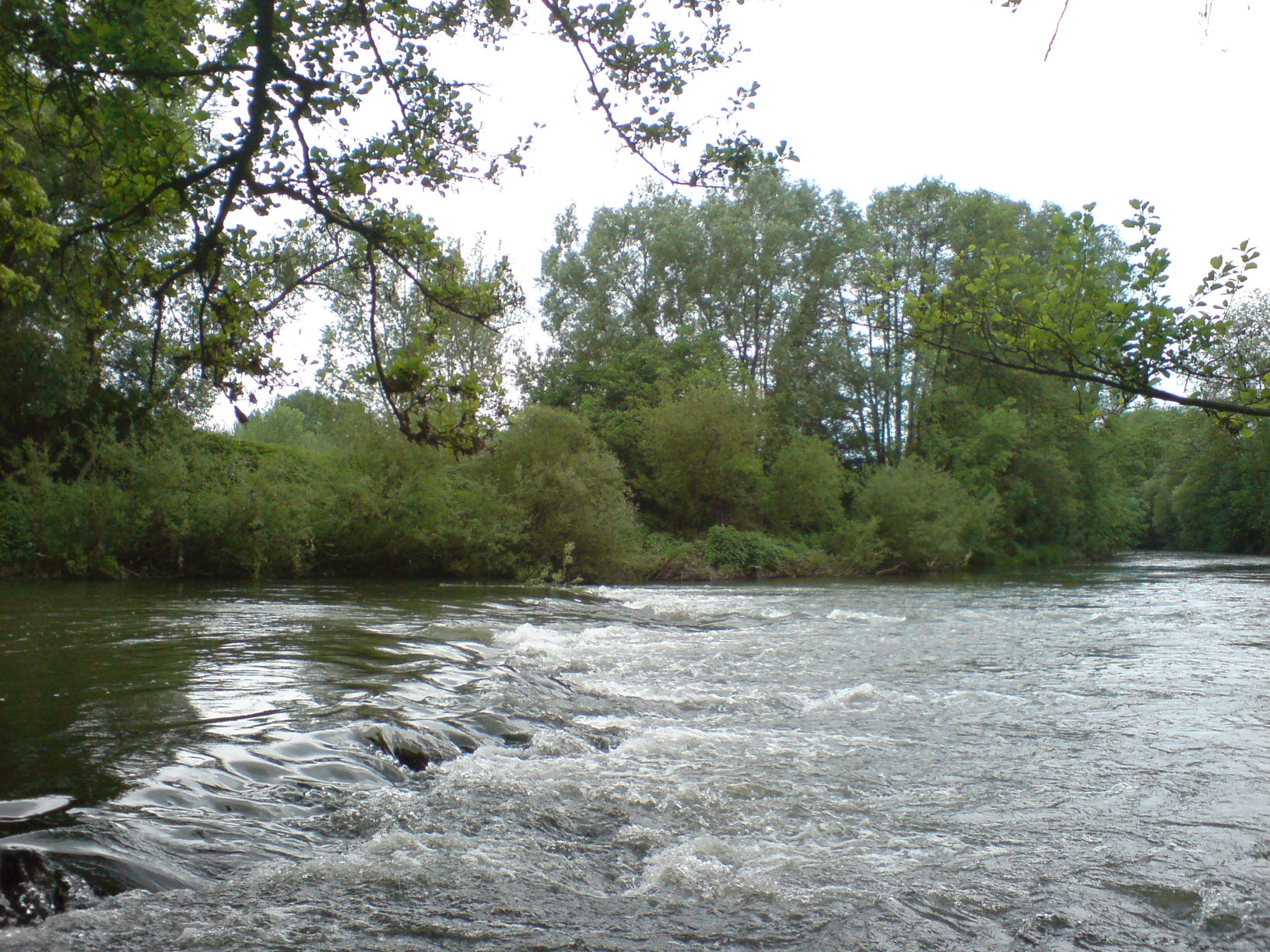
Jagst vid Untergriesheim

Jagst är en ca 200 km lång högerbiflod till Neckar i nordöstra Baden-Württemberg. Jagst har ett mycket vindlande lopp, som börjar inte långt från staden Aalen. De första ca tre fjärdedelarna har floden en huvudriktning mot norr, varefter den gör en kraftig vänstersväng och i slutet av sitt lopp rinner den i sydvästlig riktning. Jagst förenar sig med Neckar ca 15 km nordväst om Heilbronn.